# Volkswagen Milano Taxi
O Milano Taxi é um protótipo de táxi totalmente elétrico apresentado pela Volkswagen em abril de 2010 no Hanover Trade Show.

## Galeria

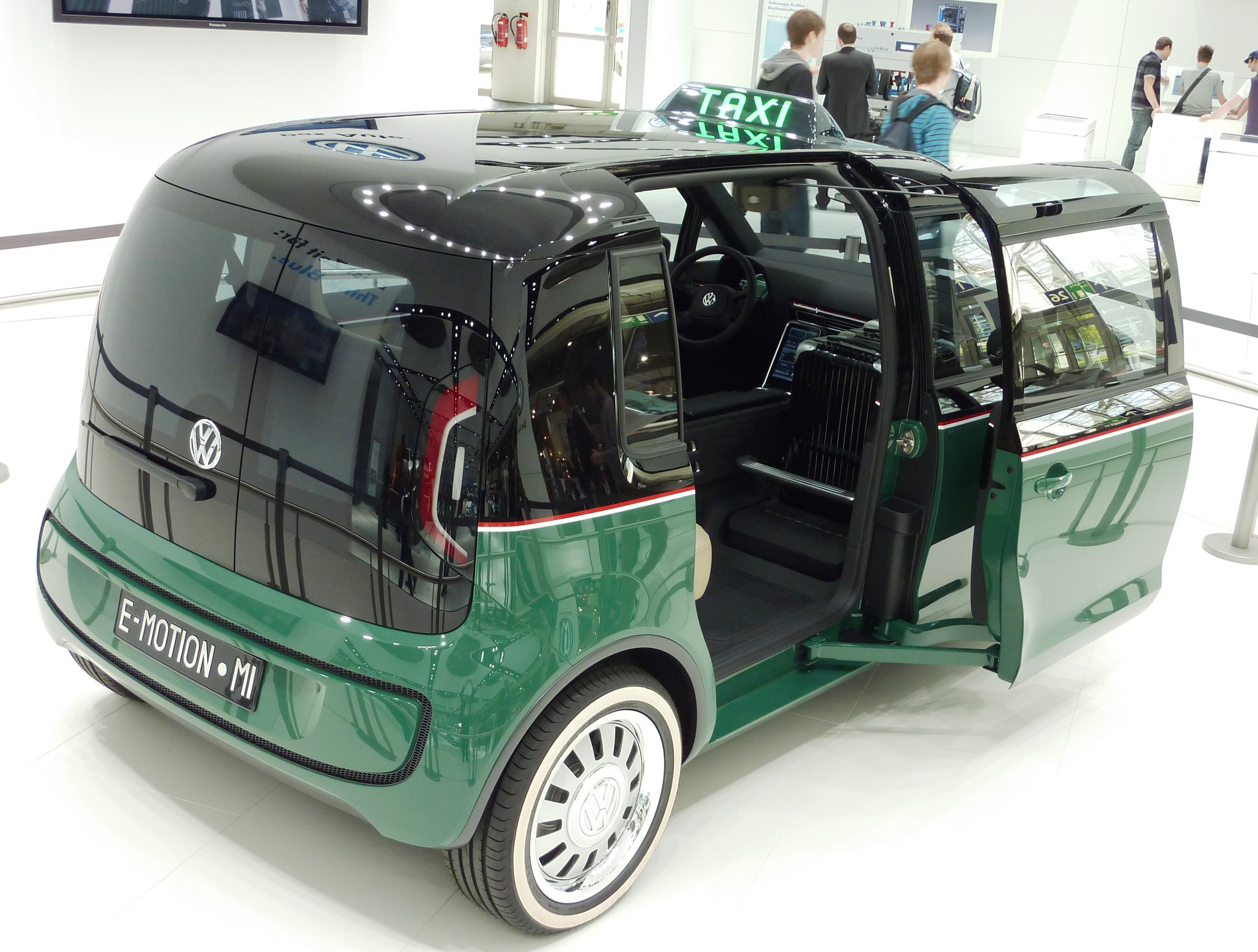
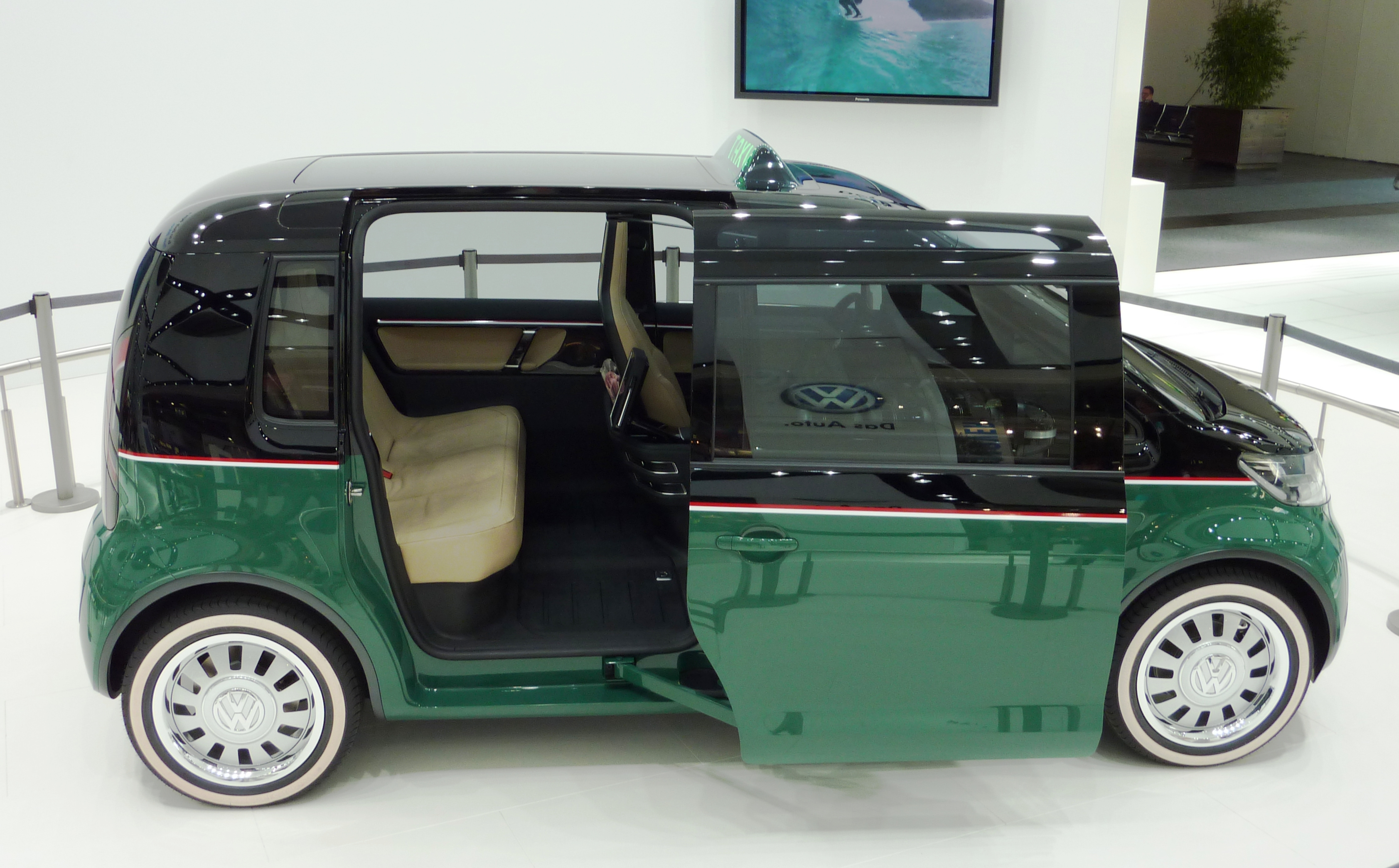